# Carnival Liberty (schip, 2005)
De Carnival Liberty is een cruiseschip van Carnival Cruise Lines en is een schip uit de Conquestklasse. Het schip is gebouwd door de Italiaanse scheepsbouwer Fincantieri in Monfalcone, Italië. De Liberty was het eerste schip dat Seaside Theater bezat vanaf zijn ontstaan.

## Afvaarten
De Carnival Liberty maakt afvaarten van 7 dagen naar de oostelijke en westelijke Caraïben vanaf Miami, Florida.

## Ongevallen

### Verdwijning Scott Durbin
Op 2 juli 2007, om ongeveer 23.35 uur, waarschuwde de Liberty de kustwacht dat Scott Durbin, een leraar van een middelbare school, mogelijk van boord gesprongen was. Durbin viel vanaf 11 meter hoogte in het water op ongeveer 80 km van de kust van Boca Raton. Bemanningsleden aan boord gooiden onder meer reddingsvesten in het water. Een uur later werd Durbin door de kustwacht gevonden.